# Ополовник рудощокий
Ополовник рудощокий (Aegithalos iouschistos) — вид горобцеподібних птахів родини довгохвостосиницевих (Aegithalidae).

## Поширення
Вид поширений на південних та південно-східних схилиах Гімалаїв, населяючи вузьку смугу, що йде від північних районів центрального та східного Непалу через Сіккім, Бутан та південно-західний край Тибету до штату Аруначал-Прадеш на сході Індії.

## Опис
Дрібний птах завдовжки 11 см, вагою 6-7,5 г. Тіло пухке з великою округлою головою, коротким конічним дзьобом, загостреними крилами та довгим хвостом. Маківка голови, лоб, ділянка навколо дзьоба, «вуса», щоки, боки шиї, груди та черево коричнево-помаранчевого забарвлення. Горло біле, але зверху під дзьобом чорне. «Брови», ділянка навколо очей чорні. Спина, крила та хвіст темно-сірі. Дзьоб чорний. Ноги помаранчеві. Очі жовті.

## Спосіб життя
Живе серед заростів чагарників на узліссі помірного листяного лісу, як правило, з переважанням дубів. Трапляється у невеликих сімейних групах. Живиться дрібними комахами та павуками, а також дрібним насінням, плодами та ягодами. Сезон розмноження триває з кінця березня по липень. У цей період пари ізолюються від зграї і стають строго територіальними. Гніздо у формі мішка побудоване з лишайників та павутиння, розташовується на кущі або низькому дереві. Інкубація триває 12 днів. Пташенята залишають гніздо через півтора місяця.